# Помірні луки, савани і чагарники

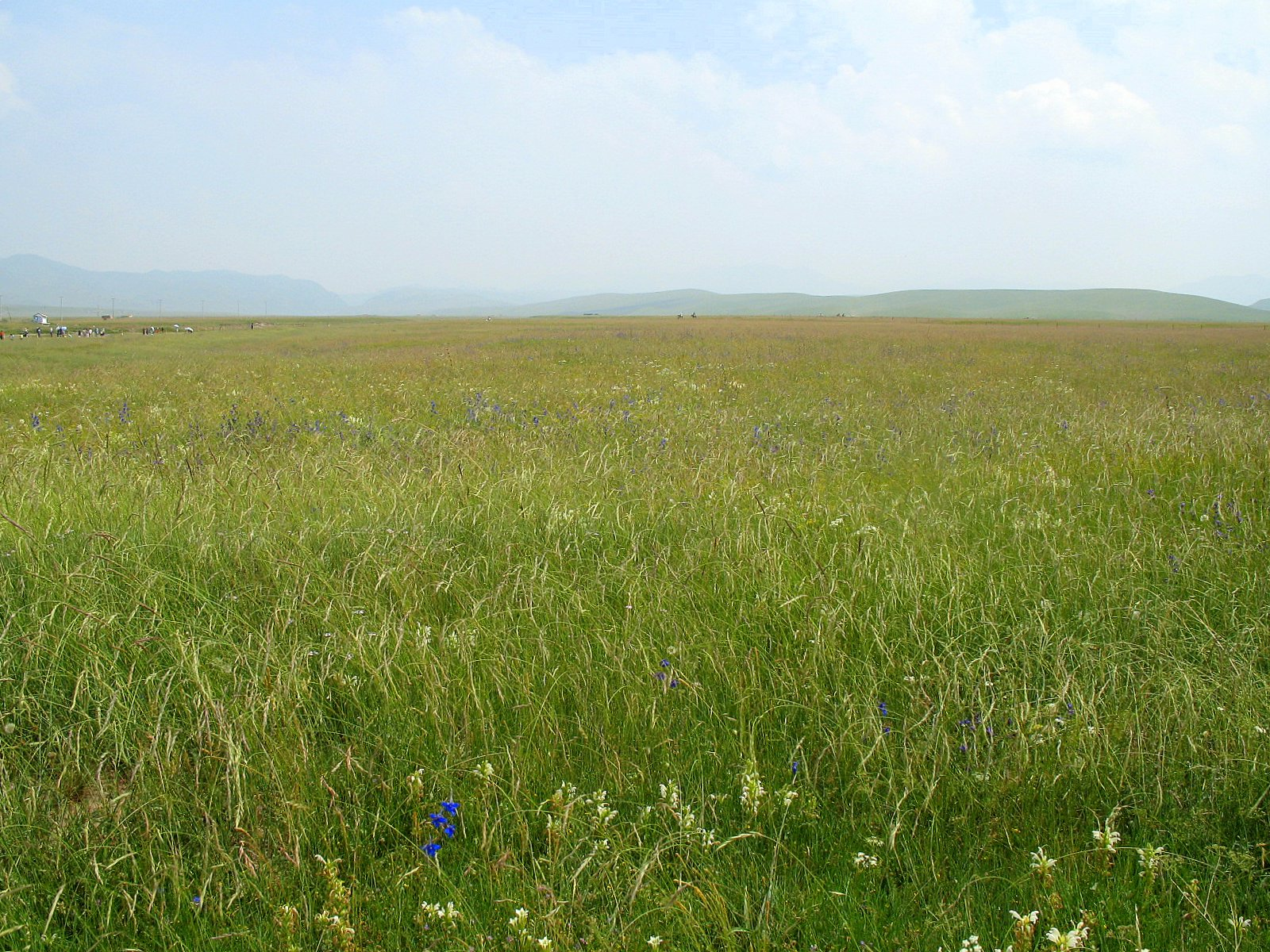
Степи північного Китаю

Територія, зайнята біомом

Помірні луки, савани і чагарники (англ. Temperate grasslands, savannas, and shrublands) — один з 14 біомів за класифікацією Всесвітнього фонду природи, 
де переважає рослинність, що складається з трав і / або чагарників. 
Клімат помірний, від напівпосушливого до напіввологого.
Тип середовища відомий як прерія у Північній Америці, пампа у Південній Америці, велд у Південній Африці та степ в Азії.
Загалом ці регіони позбавлені дерев, за винятком прибережних або галерейних лісів, пов'язаних зі струмками та річками.
Степи/короткотравні прерії — короткотравні луки, що зустрічаються у напівпосушливому кліматі.
Високотравні прерії – високотравні луки в районах з більшою кількістю опадів.
Верески та пасовища – низькі чагарники та луки, де росту лісу перешкоджає діяльність людини, але не клімат. 
Високотравні луки, що містять високотрав'яні прерії Північної Америки, північно-західні частини Євразійського степу (Україна та південь Росії) і вологі пампи Аргентини, мають помірну кількість опадів і багаті ґрунти, що робить їх ідеальними для сільського господарства.
Трав'яні простори в Північній Америці та Євразії колись підтримували міграції великих хребетних, таких як бізон (Bos bison), сайгак (Saiga tatarica), тибетські антилопи (Pantholops hodgsoni) та кіанг (Equus hemionus). Зараз такі міграції відбуваються лише в окремих осередках, переважно в Даурському степу та на Тибетському плато.
Помірні савани, що зустрічаються у південній частині Південної Америки, частинах Західної Азії, Південній Африці та південній Австралії, є змішаною трав'янисто-лісовою екосистемою, що визначається досить великими відстанями між деревами, щоб крони не змикалися, подібно до субтропічних і тропічних саван, хоча і відсутній цілорічний теплий клімат. У багатьох саванах щільність дерев вища і розташовані більш рівномірно, ніж у лісах.
Квіткові угруповання євразійських степів і північноамериканських Великих рівнин були значною мірою винищені через перетворення на землеробство.
Проте, близько 300 різних видів рослин можуть рости на менш ніж трьох акрах високотрав'яних прерій Північної Америки, які також можуть підтримувати понад 3 мільйонів комах на акр.
Патагонський степ і пасовища відрізняються різноманітністю таксонів на родовому та родинному рівнях.
Площа: 10,1 млн км2; широти: від 45° до 25° пд.ш. й від 25° до 60° пн.ш.; ґрунт: родючий, багатий поживними речовинами і мінералами; характерні тварини: великі випасні ссавці, норні тварини, дощові хробаки.

## Екорегіони
| Афротропічні помірні луки, савани і чагарники     | Афротропічні помірні луки, савани і чагарники |
| ------------------------------------------------- | --------------------------------------------- |
| Гірське рідколісся Ель-Гаджар-ель-Гарбі           | Оман                                          |
| Помірні луки островів Амстердам та Сен-Поль       | Амстердам (острів), Сен-Поль (острів)         |
| Чагарники та луки островів Тристан-да-Кунья й Гоф | Тристан-да-Кунья, Острів Гоф                  |

| Австралазійські помірні луки, савани і чагарники | Австралазійські помірні луки, савани і чагарники |
| ------------------------------------------------ | ------------------------------------------------ |
| Купинні луки Кентербері та Отаго                 | Нова Зеландія                                    |
| Рідколісся рівнини Камберленд                    | Австралія                                        |
| Малга-чагарники Східної Австралії                | Австралія                                        |
| Помірна савана Південно-Східної Австралії        | Австралія                                        |

| Неарктичні помірні луки, савани і чагарники       | Неарктичні помірні луки, савани і чагарники |
| ------------------------------------------------- | ------------------------------------------- |
| Луки Каліфорнійської долини                       | США                                         |
| Осиковий лісостеп                                 | Канада, США                                 |
| Центральні та південні мішані прерії              | США                                         |
| Перехідні лісостепи Центральних Сполучених Штатів | США                                         |
| Центральні високотравні прерії                    | США                                         |
| Колумбійське плато                                | США                                         |
| Савани Едвардського плато                         | США                                         |
| Високотравні прерії пагорбів Флінт-Гіллс          | США                                         |
| Луки долин та передгір'їв Монтани                 | США                                         |
| Мішані прерії Піщаних пагорбів Небраски           | США                                         |
| Північні мішані прерії                            | Канада, США                                 |
| Північні низькотравні прерії                      | Канада, США                                 |
| Північні високотравні прерії                      | Канада, США                                 |
| Палуські прерії                                   | США                                         |
| Прерії техаського Блекленду                       | США                                         |
| Західні низькотравні прерії                       | США                                         |

| Неотропічні помірні луки, савани і чагарники | Неотропічні помірні луки, савани і чагарники |
| -------------------------------------------- | -------------------------------------------- |
| Аргентинський Еспиналь                       | Аргентина                                    |
| Аргентинський Монте                          | Аргентина                                    |
| Волога пампа                                 | Аргентина, Уругвай                           |
| Патагонські луки                             | Аргентина                                    |
| Патагонська пустеля                          | Аргентина                                    |
| Посушлива пампа                              | Аргентина                                    |

| Палеарктичні помірні луки, савани і чагарники | Палеарктичні помірні луки, савани і чагарники         |
| --------------------------------------------- | ----------------------------------------------------- |
| Степ Алай-Західного Тянь-Шаню                 | Казахстан, Таджикистан, Узбекистан                    |
| Алтайські степи та напівпустелі               | Казахстан                                             |
| Центрально-Анатолійський степ                 | Туреччина                                             |
| Даурський лісостеп                            | Китай, Монголія, Росія                                |
| Східноанаталійський гірський степ             | Вірменія, Іран, Туреччина                             |
| Степ Емінської долини                         | Китай, Казахстан                                      |
| Бореальні луки Фарерських островів            | Фарерські острови, Данія                              |
| Відкриті рідколісся Гіссаро-Алаю              | Киргизстан, Таджикистан, Узбекистан                   |
| Казахський лісостеп                           | Казахстан, Росія                                      |
| Казахський степ                               | Казахстан, Росія                                      |
| Казахський дрібносопковик                     | Казахстан                                             |
| Степи Середнього Сходу (Ніневійські рівнини)  | Ірак, Сирія                                           |
| Монголо-Маньчжурський степ                    | Китай, Монголія, Росія                                |
| Понтійсько-каспійський степ                   | Казахстан, Молдова, Румунія, Росія, Україна, Болгарія |
| Саянський міжгірський степ                    | Росія                                                 |
| Селенго-Орхонський лісостеп                   | Монголія, Росія                                       |
| Південносибірський лісостеп                   | Росія                                                 |
| Сухий степ передгір'їв Тянь-Шаню              | Китай, Казахстан, Киргизстан                          |